# Vito Cascio Ferro
Vito Cascio Ferro hoặc Vito Cascioferro (phát âm tiếng Ý: [ˈviːto ˈkaʃʃo ˈfɛrro]; 22 tháng 1 năm 1862 - 20 tháng 9 năm 1943), còn được gọi là Don Vito, là một thành viên nổi bật của Mafia Sicilia. Ông cũng đã hoạt động trong nhiều năm ở Hoa Kỳ. Ferro thường được miêu tả là " ông trùm của các ông trùm", mặc dù vị trí như vậy không tồn tại trong cấu trúc lỏng lẻo của Cosa Nostra ở Sicily.
Cuộc sống của Cascio Ferro đầy huyền thoại và bí ẩn. Ông đã trở thành một huyền thoại ngay cả khi còn sống, và huyền thoại đó chịu trách nhiệm một phần trong việc tạo ra hình ảnh của một quý ông capomafia (ông trùm Mafia) hào hiệp. Anh ta được coi là người chịu trách nhiệm cho vụ giết Joseph Petrosino năm 1909, người đứng đầu Đặc nhiệm Ý của Sở cảnh sát thành phố New York. Tuy nhiên, Ferro không bao giờ bị kết án về tội ác này.
Với sự phát triển của Chủ nghĩa phát xít ở Ý, vị trí không thể chạm tới của Ferro đã suy giảm. Ông đã bị bắt và bị kết án tử hình vào năm 1930 và ở tù cho đến khi chết. Có một số nhầm lẫn về năm chính xác của cái chết của ông, nhưng theo La Stampa, Cascio Ferro đã chết vào ngày 20 tháng 9 năm 1943, trong nhà tù trên đảo Procida.